# Borovke
Borovke (Pinaceae)  su biljna porodica četinjača. Fosilni nalazi ove porodice postoje još od krede.

## Opis
S izuzetkom ariša i zlatnog ariša (Pseudolarix amabilis)), svi drugi članovi porodice su zimzeleno, igličavo drveće ili grmlje.
Dijeli se na rodove: Tsuga, Pseudotsuga, Abies, Picea, Larix, Cedrus, Pinus...
Kod prva četiri roda postoje samo dugi, a kod ostalih dugi i kratki izbojci. Iglice su na dugim izbojcima pojedinačne, a na kratkom u čuperku. Pojedinačne iglice i čuperci spiralno su poredani. Cvjetovi su jednospolni (jednodomni), u cvatovima. Ženski su cvjetovi češerasti. Čini ih veći broj ljusaka, koje se nakon oplodnje razvijaju u češer. Češeri se sastoje iz dvostrukih ljusaka, i to pokrovnih i plodnih. One su na češernoj osi spiralno poredane. Plodne ljuske nalaze se u pazušcu pokrovnih ljusaka. Na plodnim ljuskama nalaze se sjemeni zameci i kasnije po dvije redovno okriljene sjemenke. Pokrovne ljuske obično su dobro vidljive za cvatnje. Kod borova i smreka one se ne razvijaju dalje, pa su stoga slabo primjetljive na zrelom češeru.

## Sistematika
Porodica borovki (Pinaceae) dijeli se na tri ili ponekad na četiri potporodice (rod Picea ponekad uključuju u posebnu potporodicu Piceoideae) i obuhvaća jedanaest rodova s oko 230 vrsta:
- Pinaceae Spreng. ex F. Rudolphi (232 spp.)

1. Subfamilia Pinoideae Pilg.
  1. Pinus L. (114 spp.)
  2. Cathaya Chun & Kuang (1 sp.)
  3. Picea A. Dietr. (37 spp.)
2. Subfamilia Laricoideae Melchior & Werdermann
  1. Larix Mill. (11 spp.)
  2. Pseudotsuga Carrière (5 spp.)
3. Subfamilia Abietoideae Pilg.
  1. Abies Mill. (46 spp.)
  2. Cedrus Trew (3 spp.)
  3. Keteleeria Carrière (3 spp.)
  4. Nothotsuga H.-H. Hu & C.N.Page (1 sp.)
  5. Pseudolarix Gordon (1 sp.)
  6. Tsuga Carrière (10 spp.)

## Vanjske poveznice
- Opis porodica (njemački)
- Opis porodica (engleski)